# Wiley Nickel

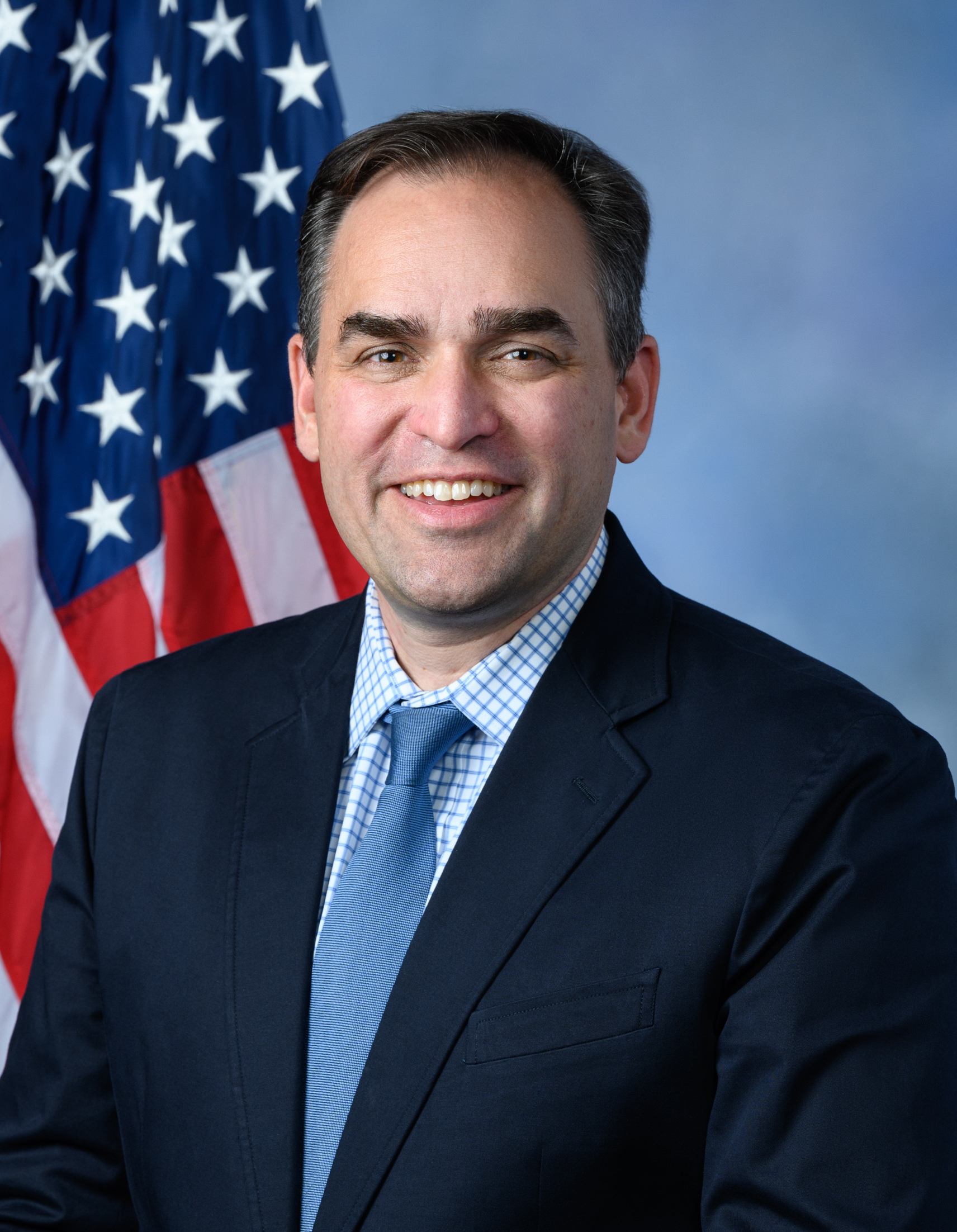
Wiley Nickel (2023)

Wiley Nickel (* 23. November 1975 im Fresno County, Kalifornien) ist ein US-amerikanischer Politiker der Demokratischen Partei. Von Januar 2023 bis Januar 2025 vertrat er während des 118. Kongresses den 13. Distrikt des Bundesstaats North Carolina im US-Repräsentantenhaus. Von 2019 bis 2022 war er Mitglied des Senats von North Carolina.

## Leben
Nickel besuchte die Francis W. Parker School in Chicago und erhielt 1998 einen Bachelor of Arts von der Tulane University sowie 2005 einen Juris Doctor von der Pepperdine University, worauf er als Anwalt arbeitete. Von 1998 bis 2000 arbeitete er für US-Vizepräsident Al Gore, zunächst in seinem Stab im Weißen Haus und später während der Präsidentschaftswahl 2000, in der Gore Kandidat der Demokratischen Partei war. Darauf unterstützte er die Wahl Dennis Cardozas ins Repräsentantenhaus in dessen Stab. 2006 war er District Attorney im Merced County. Von 2009 bis 2011 wirkte er erneut im Weißen Haus unter Präsident Barack Obama.
2007 heiratete Wiley, aus der Ehe gingen zwei Kinder hervor.

## Politische Laufbahn
Nickel war 2018 Kandidat der Demokratischen Partei für den Sitz des 16. Distrikts im Senat North Carolinas, nachdem er sich in der demokratischen Vorwahl gegen den Mitbewerber Luis Toledo durchgesetzt hatte, und gewann die Wahl klar gegen den Republikaner Paul Smith. Er wurde 2020 mit etwa der gleichen Mehrheit gegen den Republikaner Will Marsh wiedergewählt.
2022 trat er als Senator zurück, um für den Posten des Vertreters des 13. Distrikts North Carolinas im Repräsentantenhaus der Vereinigten Staaten zu kandidieren, der bisher vom Republikaner Ted Budd vertreten wurde. Dieser wurde jedoch in den Senat gewählt. Nachdem Nickel die demokratische Vorwahl gewonnen hatte, konnte er die Wahl knapp mit 51,3 % gegen den Republikaner Bo Hines für sich entscheiden. Er wurde am 7. Januar 2023 als Mitglied des Repräsentantenhauses des 118. Kongresses vereidigt. Nachdem die Von Republikanern dominierte North Carolina General Assembly die Kongresswahlbezirke North Carolinas neu zugeschnitten hatte, verzichtete Nickel auf eine Kandidatur bei der Wahl 2024, stattdessen wollte er bei der Senatswahl 2026 um einen Sitz im Senat der Vereinigten Staaten bewerben. Seine Amtszeit im Repräsentantenhaus endet damit im Januar 2025. Nachdem sein Parteifreund Roy Cooper im Sommer 2025 seine Kandidatur für den U.S. Senator bekanntgegeben hatte, zog Wiley Nickel auch seine Senatskandidatur  wieder zurück.